# Habitatge al carrer Escoda, 17-19 (Viladecans)
L'Habitatge al carrer Escoda, 17-19 és una obra del municipi de Viladecans (Baix Llobregat) inclosa en l'Inventari del Patrimoni Arquitectònic de Catalunya.

## Descripció
Es tracta d'una casa de planta baixa, pis i terrat que té dues entrades diferenciades, corresponents a dos habitatges independents, tot i que els elements són disposats de manera simètrica. Un dels habitatges fa cantonada.
A la planta baixa hi ha, a banda i banda de cada porta, dues finestres que l'emmarquen (una de les de l'habitatge de la cantonada és oberta al xamfrà). Al primer pis hi ha un balcó emmarcat per dues finestres.
Els arcs que protegeixen les obertures són diferents: a la planta baixa els arcs són rebaixats i resseguits per una línia o motllura de maó a manera de guardapols; al primer pis les obertures són allindanades i l'arc guardapols, també fet amb línia o motllura de maó, és mixtilini. El terrat és tancat per una balustrada i un petit tram de mur de coronament semicircular al centre.

## Història
La casa fou construïda el primer quart del segle xx.